# Alexandre Rodrigues Ferreira
Pour les articles homonymes, voir Alexandre Rodrigues, Ferreira et Rodrigues (homonymie).
Alexandre Rodrigues Ferreira (Cidade da Bahia, 27 avril 1756 — Lisbonne, 23 avril 1815) était un naturaliste portugais, né au Brésil. Il entreprit un long voyage, parcourant l'intérieur de l'Amazonie jusqu'au Mato Grosso de 1783 à 1792. Au cours de ce voyage, il décrivit l'agriculture, la faune, la flore et les habitants locaux. Il est considéré comme l'un des plus grands naturalistes luso-brésiliens. Il reçut grâce à ses explorations le surnom de Humboldt brésilien[réf. souhaitée].

## Vie et œuvre
Fils du commerçant Manuel Rodrigues Ferreira, il commence ses études au couvent des Mercédaires, à Bahia, où il obtient ses premiers diplômes dès 1768.
À l'université de Coimbra, où il s'inscrit en Droit puis suit les cours de philosophie naturelle et de mathématiques, il obtient sa licence à 22 ans. Poursuivant ses études dans l'institution, où il exerce la fonction de préparateur d'histoire naturelle, il obtient en 1779 le titre de docteur.
Il travaille ensuite au Real Museu da Ajuda. Le 22 mai 1780 il est admis comme membre correspondant de l'Académie royale ides sciences de Lisbonne.

### L'expédition au Brésil
À cette époque les rentes coloniales du Brésil deviennent bien moins importantes, les gisements alluvionnaires d'or s'épuisant au Mato Grosso, Goiás et surtout au Minas Gerais. Pour cette raison, la reine Marie Ire de Portugal, désirant mieux connaître le centre-nord de la colonie, jusqu'alors pratiquement inexploré, et afin d'y implanter des mesures de développement, ordonne à Alexandre Rogrigues Ferreira, en sa qualité de naturaliste, d'entreprendre un voyage philosophique à travers les capitaineries du Grão-Pará, Rio Negro, Mato Grosso et Cuiabá. L'idée est de dynamiser l'exploration économique et garantir la propriété des conquêtes dans les régions en conflit.
En 1783 le naturaliste laisse sa charge au Museu da Ajuda et part en septembre au Brésil pour décrire, collecter, préparer et envoyer au Musée Royal de Lisbonne des exemples d'ustensiles utilisés par la population locale, ainsi que des minéraux, plantes et animaux. Il est également chargé de rapporter des observations philosophiques et politiques sur ce qu'il verrait dans les endroits où il se rendrait. Ce pragmatisme est ce qui distingue cette expédition de ses homologues, plus scientifiques, emmenées par d'autres naturalistes venus explorer l'Amérique.
Avec peu de moyens, l'expédition compte deux dessinateurs ou riscadores, José Codina, sur lequel on sait peu de choses, et José Joaquim Freire (qui avait un rôle important à la Casa do Risco du Museu da Ajuda, et qui fréquentait les cours de dessin de la Fondation de l'Arsenal Royal de l'Armée), ainsi qu'un jardinier botanique, Agostinho do Cabo. L'expédition est placée sous les auspices de l'Académie des sciences de Lisbonne, du ministère du Commerce et Domaines d'Outre-mer et est planifiée par le naturaliste italien Domenico Agostino Vandelli. Il était prévu qu'il y ait quatre naturalistes, mais il en vint uniquement un, sans compter les coupes drastiques dans les finances et le matériel. Alexandre Rodrigues Ferreira et un petit nombre d'auxiliaires auront donc la tâche de collecter les espèces, les classifier et les préparer pour le voyage retour vers Lisbonne, sans compter la réalisation des études sur l'agriculture, la cartographie et le relevé des populations.
En octobre 1783 il débarque à Belém (dans l'État du Pará) du voilier (de type charrua) Águia e Coração de Jesus (Âme et cœur de Jésus).
Durant les neuf années suivantes, il parcourt le centre-nord do Brésil, en commençant par les îles de Marajó, Cametá, Baião (Pará), Pederneiras et Alcobaça.
L'expédition remonte ensuite l'Amazone et son affluent le Rio Negro jusqu'à la frontière avec les terres espagnoles, navigue sur le Rio Branco jusqu'aux montagnes de Cananauaru. Elle descend le Rio Madeira et le Rio Guaporé jusqu'à Vila Bela da Santíssima Trindade, alors capitale du Mato Grosso. Elle continue alors vers Cuiabá, passant du bassin amazonien aux domaines du Pantanal de la région du Mato Grosso, déjà dans le bassin du Rio da Prata. Elle navigue sur les fleuves Rio Cuiabá, Rio São Lourenço et Rio Paraguai.
Elle retourne à Bélem do Pará en janvier 1792, ayant parcouru ainsi les capitaineries du Grão-Pará, Rio Negro, Mato Grosso et Cuiabá de 1783 à 1792.
Un inventaire de la nature fut dressé, ainsi que des communautés indigènes et leurs coutumes. Le potentiel économique et les performances des noyaux de population furent évalués. C'est le voyage le plus important de la période coloniale portugaise.

### Œuvre
« Dans son Journal du voyage philosophique, il décrit un cadre général des cultures, la recherche d'alternatives au déclin de la production, surtout après l'expulsion des jésuites. Les cultures se sont détériorées à cause du mépris des Portugais envers le travail, la nonchalance des natifs, le manque de bras et la réduction du nombre d'esclaves noirs. Ses plans ne se sont pas uniquement concentrés sur l'augmentation des aires agricoles, mais aussi sur la qualité et la diversité des produits. L'économie avancerait seulement dans le cas où il y aurait une rationalisation des cultures et l'introduction de techniques appropriées aux cultures et au sol. Pour évaluer l'entreprise, il construit des tableaux détaillés destinés à fournir un panorama des populations et des terres cultivées. Dans chaque communauté, les plans de population évaluent le potentiel de main-d'œuvre, mettant en avant l'existence de travailleurs actifs et inactifs, le nombre de blancs, d'indiens, d'esclaves noirs, de femmes, d'enfants et de personnes âgées. De cette façon, il compose un tableau sur la viabilité économique des endroits visités.
La production agricole devient, également, une donnée fondamentale pour établir un diagnostic de l'économie de l'Amazonie. Le naturaliste mesurait alors les récoltes et productions de farine, riz, maïs, cacao, café et tabac, calculant les variations de production. »
Son Journal de voyage philosophique est publié dans la Revue de l'Institut d'histoire et géographie brésilien en 1887. Le département des Manuscrits de la Fondation de la Bibliothèque nationale conserve dans la collection Alexandre Rodrigues Ferreira des centaines de documents du Voyage philosophique, parmi de nombreux documents faisant référence à l'Amazonie du XVIIIe siècle.

### Le retour au Portugal
Durant toutes les années passées dans l'arrière-pays, il ordonne l'envoi du matériel collecté à la cour royale. Découvrant que toutes les frais avaient été payés par le capitaine, gaspillant la dot de sa fille, il lui dit : « cela ne causera pas d'embarras pour son mariage ; je serai celui qui prendra ta fille pour épouse ». Il se marie ainsi le 16 septembre 1792 avec Germana Pereira de Queiroz.
De retour à Lisbonne, en janvier 1793, il consacre sa vie à l'administration métropolitaine. Il est nommé au secrétariat d'État aux Affaires maritimes et aux Domaines d'Outre-mer. En 1794 il est décoré de l'ordre du Christ et occupe le poste de directeur par intérim du Cabinet royal d'histoire naturelle et du Jardin Botanique. L'année suivante il est nommé vice-directeur de l'institution, administrateur des Domaines royaux et représentant au Conseil royal du commerce.
L'abondant matériel provenant du Voyage philosophique reste pendant plus d'un siècle méconnu et n'est pas étudié par les savants portugais, ni même par Ferreira. Celui-ci n'a jamais repris les travaux sur les espèces et les échantillons recueillis au Brésil, et n'a pas amélioré ses mémoires et ses études. Une bonne partie de ce matériel est emmené plus tard à Paris comme butin de guerre. Il reste cependant une riche collection, des journaux, des cartes géographiques, ethnographiques et agricoles, des correspondances, plus de mille planches et mémoires qui sont pour la plupart conservés à la Fondation de la Bibliothèque nationale de Rio de Janeiro et au musée Bocage de Lisbonne.